# Белая, Ольга Николаевна
Белая Ольга Николаевна (22 октября 1963, Киев — 15 ноября 2018, Киев) — архивист, специалист в области нумизматики. Кандидат исторических наук.

## Биография
Ольга Белая родилась в Киеве, на Подоле 22 октября 1963 году. Среднее образование получила в киевской средней школе № 29.

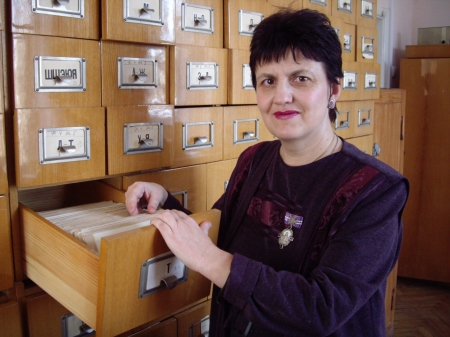

В 1985 году окончила Киевский государственный педагогический институт имени Максима Горького по специальности учитель истории и обществоведения.
С 1985 по 1988 годы работала в музее Великой Отечественной войны в Киеве.
С 1988 года — работала в Государственном архиве Киевской области; с 2002 по 2018 годы занимала должность начальника отдела информации и использования документов.
В 1994 году защитила кандидатскую диссертацию по теме «Источники по денежному обращению Киевщины в XVII веке».

## Научная деятельность
Ольга Белая занималась изучением и популяризацией истории Киева, историей денежного обращения и нумизматикой.
Научные издания:
1. Грошовий обіг Київщини XVII століття у монетних скарбах [Текст] : монографія / Ольга Миколаївна Бєлая. — Одеса: Купрієнко СВ, 2020.— 159 с. — Бібліогр.: с. 149—158.
2. Каталог монетних знахідок Київщини / О. М. Бєлая, Л. А. Распутіна. — Київ, 2020, формат 146х200, 92 с.

Научные публикации:
- Маловідоме джерело вивчення долі рядових солдатів Великої Вітчизняної війни / Ольга Миколаївна Бєлая // Архіви України. — 2010. — № 2(268). — С. 171—174
- Метричний запис про народження та хрещення Катерини Білокур (до 110-річчя від дня народження народної художниці України) / Ольга Миколаївна Бєлая // Архіви України. — 2010. — № 5(270). — С. 150—156.
- Новий погляд на історію Державного архіву Київської області / О. М. Бєлая // Архіви України. — 2011. — № 4(274). — С. 82-99.
- Київ у перші місяці війни очима учасника подій (червень-вересень 1941 р.) / О. М. Бєлая // Архіви України. — 2011. — № 5(275). — С. 31-47.
- Документи героя Вітчизняної війни 1812 року Миколи Панаєва у Державному архіві Київської області / О. М. Бєлая // Архіви України. — 2012. — № 4(280). — С. 118—136.
- Архівні джерела про монетні скарби Києва / О. Бєлая // Наукові записки з української історії. — 2013. — Вип. 33. — С. 17-21.
- Архівні джерела про монетні скарби Києва / О. Бєлая // Пам’ятки. — 2013. — Т. 14. — С. 189—194.
- Онлайнове документоведення (З досвіду впровадження в архівній галузі) / О. Бєлая, І. Товкач // Наукові праці Національної бібліотеки України імені В. І. Вернадського. — 2016. — Вип. 44. — С. 684—693.
- Документи Державного архіву Київської області про буремні події 1941—1945 рр. / О. М. Бєлая, Г. В. Бойко // Архіви України. — 2015. — № 3. — С. 56-62.
- Документи до біографії першого київського міського архітектора А. І. Меленського у Державному архіві Київської області / О. М. Бєлая // Архіви України. — 2016. — № 3-4. — С. 141—148.
- Фонд «Колекція карт та креслень» Державного архіву Київської області як джерело вивчення історії Київщини / О. М. Бєлая // Архіви України. — 2017. — № 2. — С. 114—121.

Научно-популярные публикации:
- Бєлая О. М. Дірхеми, фоліси, соліди… чи повернемо їх на Україну. Київ, 1993. С. 166—167
- Бєлая О. М. Скарби на вулицях Києва. Андріївський узвіз. № 1. Київ, 1991
- Бєлая О. М. Таємниці Верхнього міста. Хрещатик. № 25 (31 травня). Київ, 1991
- Бєлая О. М. Скарби Печерська. Печерськ. № 1. (20 листопада). Київ, 1991
- Бєлая О. М. Повернути на Україну. Печерськ. № 2. (27 листопада). Київ, 1991
- Бєлая О. М. Київські клади. Андріївський узвіз. № 11. Київ, 1992
- Бєлая О. М. Київські клади. Андріївський узвіз. № 12. Київ, 1992

## Награды
- 2009 — Орден княгини Ольги ІІІ степени.[1]
- 2013 — Памятная медаль «За благотворительную деятельность».